# Aeroportul Comiso
Aeroportul Comiso (IATA: CIY, ICAO: LICB) este un aeroport din Comiso, Free Municipal Consortium of Ragusa⁠(d), Sicilia, Italia ce deservește zona Comiso. Aeroportul a fost tranzitat în 2022 de 364.735 de pasageri. A fost deschis în 30 aprilie 2007 și numit după zona deservită.
Situat la o altitudine de 230 m, aeroportul dispune de 1 pistă.

## Infrastructură

### Piste
Aeroportul dispune de o singură pistă. Pista 05/23 are suprafața de asfalt și dimensiunile 2.460 m × 45 m. 